# Вількошевиці
Вількошевиці (пол. Wilkoszewice) — село в Польщі, у гміні Ґошковиці Пйотрковського повіту Лодзинського воєводства.
Населення — 299 осіб (2011).
У 1975-1998 роках село належало до Пйотрковського воєводства.

## Демографія
Демографічна структура станом на 31 березня 2011 року:
|          | Загалом | Допрацездатний вік | Працездатний вік | Постпрацездатний вік |
| -------- | ------- | ------------------ | ---------------- | -------------------- |
| Чоловіки | 143     | 42                 | 84               | 17                   |
| Жінки    | 156     | 35                 | 84               | 37                   |
| Разом    | 299     | 77                 | 168              | 54                   |